# Ned Zelić
Ned Zelić (Sydney, 1971. július 4. –) ausztrál válogatott labdarúgó.
Az ausztrál válogatott tagjaként részt vett az 1997-es konföderációs kupán.

## Statisztika
| Ausztrál válogatott | Ausztrál válogatott | Ausztrál válogatott |
| Időszak             | Mérk.               | gól                 |
| ------------------- | ------------------- | ------------------- |
| 1991                | 3                   | 0                   |
| 1992                | 5                   | 0                   |
| 1993                | 5                   | 1                   |
| 1994                | 2                   | 0                   |
| 1995                | 3                   | 0                   |
| 1996                | 0                   | 0                   |
| 1997                | 14                  | 2                   |
| Összesen            | 32                  | 3                   |